# Argyrobrithes zernyi
Argyrobrithes zernyi är en tvåvingeart som beskrevs av Lindner 1943. Argyrobrithes zernyi ingår i släktet Argyrobrithes och familjen vapenflugor.
Artens utbredningsområde är Tanzania. Inga underarter finns listade i Catalogue of Life.